# 지미 페드로
제임스 "지미" 페드로(영어: James "Jimmy" Pedro, 1970년 10월 30일~)는 미국의 유도 선수, 지도자이다. 1996년과 2004년 하계 올림픽에서 동메달을 획득하였으며, 미국 역사상 최초로 올림픽 유도 금메달을 획득한 케일라 해리슨을 지도했다. 